# Königsstuhl (Donnersberg)

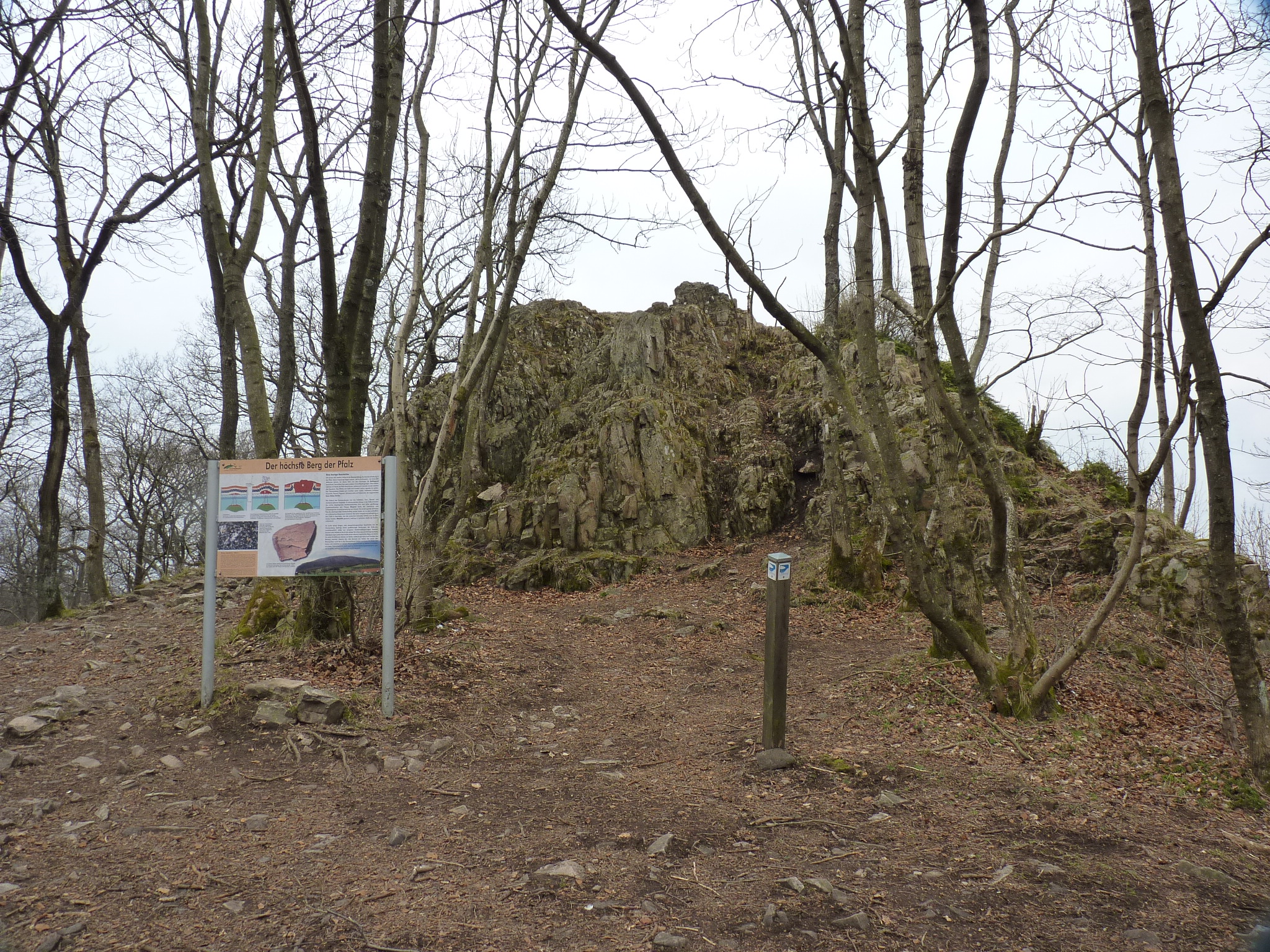
Königsstuhl – Gipfelfelsformation des Donnersbergs – im April 2015 mit Informationstafel und…

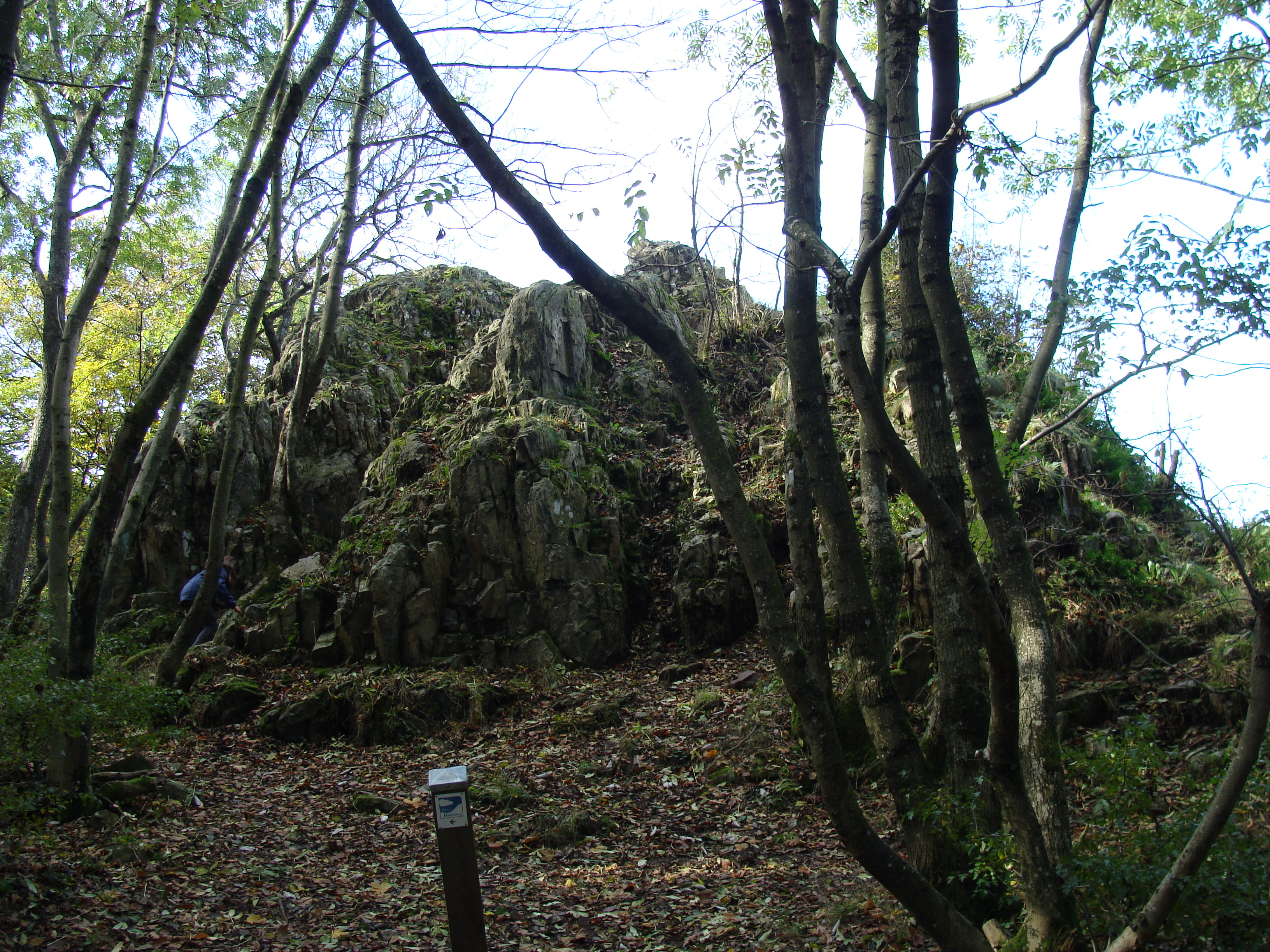
…Wegmarkierung (Pfälzer Höhenweg)

Der Königsstuhl, auch Königstuhl, nahe Dannenfels im rheinland-pfälzischen Donnersbergkreis ist eine markante Felsformation. Sein Gipfel ist der höchste Punkt auf dem 686,5 m ü. NHN hohen Donnersberg, dem höchsten Berg im Nordpfälzer Bergland und in der gesamten Pfalz. Der Name basiert darauf, dass die aus der Umgebung herausragenden Felsmassen an einen Thron erinnern.

## Geographische Lage
Der Königsstuhl erhebt sich auf der oberen südlichen Abbruchkante der Gipfelregion des Donnersbergs. Er befindet sich auf der Gemarkung der Ortsgemeinde Dannenfels, deren Kernort etwa 2 km (Luftlinie) östlich liegt. Etwa 900 m östlich der Felsformation liegen zwei Wandererparkplätze im Umfeld der Gaststätte Donnersberger Waldhaus. In deren Nähe endet die Kreisstraße 51 (siehe hierzu den Abschnitt Verkehr und Wandern des Artikels Donnersberg).

## Geologie
Der Königsstuhl stellt das über der Erdoberfläche sichtbare, zerklüftete Oberteil eines riesigen Blocks aus Rhyolith dar, der etwa 8 km tief in die Erdkruste hineinreicht. Der Block entstand durch aus der Erdkruste hervortretendes Magma, obwohl der Donnersberg, der noch weitere Felsformationen aufweist, kein Vulkan ist, sondern ein Kryptodom (Quellkuppe).

## Keltenwall Donnersberg
Unmittelbar am Königsstuhl vorbei führt der Keltenwall Donnersberg, der Rest eines ehemaligen Oppidums, das eigentlich aus zwei keltischen Ringwallanlagen bestand, die am Felsen aufeinandertrafen.

## Aussichtsmöglichkeiten
Nach Norden bietet die aus dem umgebenden Wald aufragende Gipfelfelsformation des Königsstuhls einen weiten Ausblick vom Naheland über den Hunsrück bis zum Taunus. Bei guten Sichtbedingungen überblickt man in westlicher bis nordöstlicher Richtung den gesamten Südostrand des Rheinischen Schiefergebirges vom Ruppelstein nahe dem Erbeskopf (Hunsrück) bis zum davon etwa 117 km (Luftlinie) nordöstlich gelegenen Altkönig nahe dem Großen Feldberg (Taunus).